# ポーラ・ラドクリフ
ポーラ・ラドクリフ（Paula Jane Radcliffe、MBE、1973年12月17日 - ）は、イギリスのチェシャー州ノースウィッチ生まれの女子長距離走・マラソン選手。
10kmロードと女子マラソンの元世界記録保持者。ラフボロー大学で近現代語を学んだ。二児の母でもある。喘息の持病がある。

## 経歴
1973年 ノースウィッチ近くのダーヴェンハムで生まれた。まもなく両親はポーラを小学校入学させるためにバーントン近郊へ移り住む。喘息や貧血症を患いながらも、7歳の時、アマチュアランナーとして活躍する父の影響で長距離走を始めた。まもなく「フォロッドシャームアスレチッククラブ」に所属する。家族がキングスレーに引越し、12歳のときオークリーに移り住むと父親が副会長となった「ベッドフォードアスレチッククラブ」に所属し、マラソン好きの母もまた彼女をサポートするために同クラブのマネジメントを手がけるようになる。シャーンブルックアッパースクール＆コミュニティーカレッジ入学クラスメートにはサッカー選手のダン・ホールがいた。ラフボロー大学でフランス語、ドイツ語を学び、近代ヨーロッパ史を専攻し、首席で卒業。
1996年8月のアトランタオリンピックが五輪初出場だった。女子5000mに出走、五輪メダル獲得はならなかったが5位入賞を果たした。
1999年8月の世界陸上セビリア大会の女子10000mではゲテ・ワミに続いて2位に入り、世界大会で初めてのメダル（銀）を獲得した。
2000年4月のシドニーオリンピックの女子10000mでは、序盤から積極的に先頭集団のトップに立ち、ハイペースでレースを引っ張った。レース終盤の残り1周まで先頭にいながらも、ゴール直前のスプリント勝負に屈して4位入賞に留まり、前回のアトランタ五輪に引き続き惜しくもメダルに届かなかった。
翌2001年8月の世界陸上エドモントン大会女子10000mでは、昨年と全く逆にスローペースの集団にもまれながらレースを進め、ゴール直前でスパートをかけたが、またもスプリント勝負に敗れて結果4位に終わる。　
2001年、2002年の世界クロスカントリー選手権を2連覇。
2002年には英連邦競技大会、5000mで、世界記録にあと3秒と迫る14分31秒42で優勝。同年のヨーロッパ選手権の10000mでも優勝した。翌年（2003年）の世界陸上選手権パリ大会は故障により棄権したため、この優勝がトラック競技における頂点となった。
2002年7月にはナイトの称号（MBE）を受け、同年BBCが選出する年間最優秀スポーツ選手に選ばれた。
2003年12月に欧州クロスカントリー選手権で2度目の優勝。これはこの大会の10年間の歴史で初となった。

### マラソン転向

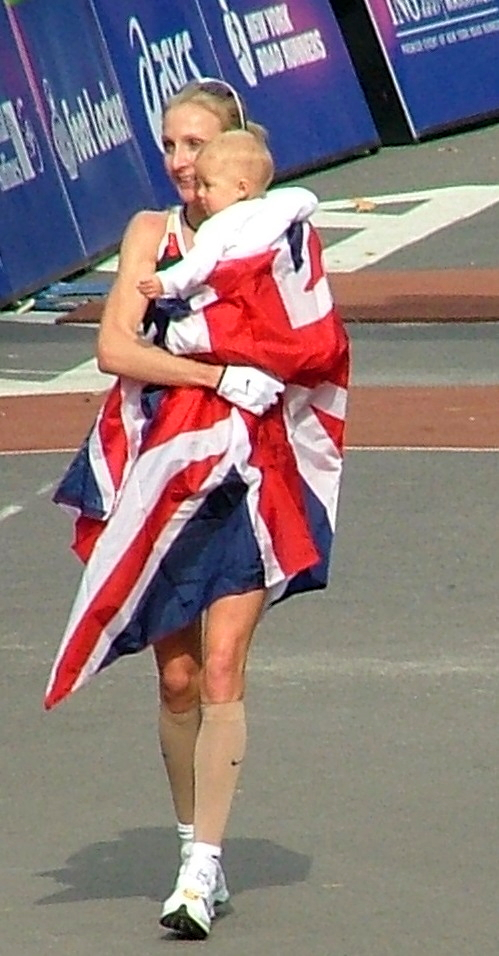
長女のイスラと。（2007年ニューヨークシティマラソン）

- 初マラソンとなった2002年4月14日のロンドンマラソンでは、スベトラーナ・ザハロワ、リュドミラ・ペトロワ、デラルツ・ツル、土佐礼子などの強豪選手相手に積極的に集団を引っ張り、前半ハーフ1時間12分台から後半ハーフ1時間7分52秒の驚異的なビルドアップのレース展開で快走、2時間18分56秒のゴールタイムでいきなりマラソン初優勝、世界歴代2位（当時）の記録を出した。
- 同年10月13日のシカゴマラソンでは、当時の世界記録保持者だったキャサリン・ヌデレバや、ロンドンでも対決したザハロワ、地元強豪選手のディーナ・カスター、日本からも渋井陽子、千葉真子などの有力選手が出場する中、ロンドンとは違い前半からハイペースで飛ばし有力選手を次々とふるい落とし、ヌデレバの記録を1分以上更新する、2時間17分18秒の世界最高記録をマークしてマラソン2連勝を果たす。
- そして翌2003年4月13日のロンドンマラソンでは、男子のペースメーカーを用いながらも、序盤から独走で5km15分台の驚異的なペースで進み、自身の記録を約2分近くも更新する2時間15分25秒の驚異的な世界最高記録を打ち立て、初マラソンからのマラソン3連勝を達成した。
- 2004年8月のアテネオリンピックでは、マラソンと10000mとの2種目で金メダル獲得を目指す事となった（2種目出場は周囲から反対の意見も有り、ラドクリフ自身も当初はどちらか1種目に絞る予定だった）。しかし、女子マラソンでは優勝した野口みずきの25Km過ぎのスパートについていけず、優勝争いから脱落。それから4位に落ちた後36km地点で立ち止まり、悔し泣きしながら途中棄権した。さらに5日後、女子10000mにも強行出場したが、マラソンでの疲労の影響もあって精彩を欠き、ライバルたちに置いていかれた後、8周を残して途中棄権した。結局、2種目ともメダル獲得や入賞はおろか、完走も出来ないまま終わってしまった。気温30度を超える猛暑の影響と、脚の故障による消炎剤の過剰な服用により、内臓に悪影響を及ぼしたことが敗因と言われる[1]。
- 2004年11月7日に行われたニューヨークシティーマラソンにて、アテネ五輪からわずか3ヶ月の間隔でフルマラソン出場、2時間23分10秒でアテネ五輪の雪辱を果たす優勝を果たした。レース後、2位でゴールしたスーザン・チェプケメイに抱き抱えられて祝福された。
- 2005年4月のロンドンマラソンで2年ぶり3度目の優勝を果たした。途中23マイル地点で腹痛のため15秒ほどロスしたが、序盤から独走で2位に5分以上の大差をつける快走で2時間17分42秒で圧勝し復調を示した。このレースで4回目のサブ20を記録し、現在でも女子マラソン選手のサブ20・回数最多記録として君臨している（2位タイはヌデレバ、メアリー・ケイタニー、ティルネシュ・ディババ、ブリジット・コスゲイの3回）。
- 同年8月の世界陸上ヘルシンキ大会女子マラソンでは、気温15度を下回る好条件もあって、レース序盤から自らハイペースで飛ばしていった。粘るヌデレバ、コンスタンティナ・トメスクなどの優勝候補選手達を振り落とした後もペースが落ちることなく終盤は独走となり、2時間20分57秒の大会新記録で優勝、初の世界一のタイトルを手にした。
- 2006年7月に妊娠を発表。2007年1月17日に出産、母子共に元気であると公式HP上にて告知された。同年6月頃より練習を再開させるが、ワイルドカードで出場権があった同年9月開催の世界陸上大阪大会女子マラソンは欠場した。
- 2007年11月4日に行われたニューヨークシティーマラソンに2年3か月ぶりにフルマラソン出場、2時間23分09秒で復帰戦を制した。
- 2008年4月13日に行われたロンドンマラソンに出走予定だったが、右足の爪先のケガにより欠場した。その後左臀部に故障を発生し、診断の結果左大腿骨の疲労骨折を起こしている事が判明する。
- 2008年8月17日に開催された北京オリンピック女子マラソンには、同じイギリス代表のマーラ・ヤマウチらと共に出場したが、レース中に足の故障が再発。38Km付近で前回アテネ五輪同様立ち止まってしまったが、その後は足を引きずりながら走り続け、なんとか完走こそしたが結局順位は23位、2時間32分38秒の平凡な結果に終わった。オリンピックには4大会連続出場を果たしたものの、五輪メダルは一度も獲得出来なかった。
- 2008年11月2日開催のニューヨークシティーマラソンに出走、2時間23分56秒で2年連続3回目の優勝を果たし、北京五輪惨敗の雪辱を果たした。
- 2009年11月1日開催のニューヨークシティーマラソンに3年連続出走したが、優勝したデラルツ・ツルらに敗れて2時間29分27秒の4位に終わり、同大会の3連覇を逃した。
- ニューヨークシティマラソン後に競技生活は休養に入り、2010年10月に第二子となる長男を出産した。
- 2011年09月25日開催のベルリンマラソンで、ニューヨークシティーマラソン後約2年ぶりとなる第二子出産後初のマラソン出走を果たした。2時間19分44秒のサブ20の好記録で優勝したフローレンス・キプラガト、ベテランの強豪選手のイリーナ・ミキテンコに敗れて3位に終わったが、2時間23分46秒のタイムで復活をアピールして、2012年地元開催のロンドンオリンピック女子マラソンイギリス代表選出を決定づけた。
- 2012年07月29日、ロンドンオリンピック女子マラソンに出場予定だったが、足の負傷を理由に大会を欠場すると発表した。ロンドン五輪開催が決まってから良い走りを見せることを目標としてきたことを明らかにしたラドクリフは、「私にとって5度目の五輪が母国で開催されるということで、過去2大会の悔しさを払拭するのにこれ以上の舞台はないと思っていました。それを励みに長くつらい時期を乗り越えてきただけに、走れないと認めなければならないのはとても辛いことです」とコメントしている。
- 2013年03月27日、英BBC放送（電子版）は、ラドクリフが長引く足のけがにより、「現実問題として（競技に）復帰できない可能性があることを認識している」と語り、引退の危機にあると報じた。39歳のラドクリフは、ロンドン五輪を欠場し、2012年8月に手術を受けたが、現在も短時間のジョギングしかできていないという。「わずかな希望だが、レースを走って現役生活を終えたい」と意欲を示す一方で、「ここ数ヶ月は、子どもを追いかけて走ることもできない」「20年後に健康な足でいたい」と、揺れる心を明かした。
- 2014年09月21日、ラドクリフは足の手術以来2年ぶりに、英国ウースターシティの10kmロードレースに復帰出走した。

### 現役引退
- 2015年4月26日、ラドクリフは3年半振りのフルマラソン出場となるロンドンマラソンに、一般の部として参加出場。2時間36分台ながら完走を果たし、このレースを最後に現役引退した[2]。
- 2015年9月8日、陸上競技界でトップ選手によるドーピング疑惑が大きく取り沙汰されている問題で、2003年に2時間15分25秒という余りに飛び抜けた女子マラソン世界記録達成で、薬物使用疑惑が向けられたラドクリフは、英BBC放送（電子版）などで改めて自ら薬物違反を断固否定している[3]。その後ブリジット・コスゲイが2019年10月13日のシカゴマラソンに出場し2時間14分04秒で16年ぶりに世界新記録を更新した。

## ラドクリフのマラソン世界最高記録
- 2時間17分18秒：2002年10月13日 シカゴマラソン

|            | 5km   | 10km  | 15km  | 20km    | ハーフ  | 25km    | 30km    | 35km    | 40km    | ゴール  |
| ---------- | ----- | ----- | ----- | ------- | ------- | ------- | ------- | ------- | ------- | ------- |
| タイム     | 16:27 | 32:47 | 49:05 | 1:05:26 | 1:09:01 | 1:21:34 | 1:37:40 | 1:53:45 | 2:10:08 | 2:17:18 |
| スプリット | 16:27 | 16:20 | 16:18 | 16:21   |         | 16:08   | 16:06   | 16:05   | 16:23   | 7:10    |

- 2時間15分25秒：2003年4月13日 ロンドンマラソン

|            | 5km   | 10km  | 15km  | 20km    | ハーフ  | 25km    | 30km    | 35km    | 40km    | ゴール  |
| ---------- | ----- | ----- | ----- | ------- | ------- | ------- | ------- | ------- | ------- | ------- |
| タイム     | 15:48 | 32:01 | 48:15 | 1:04:28 | 1:08:02 | 1:20:34 | 1:36:36 | 1:52:34 | 2:08:29 | 2:15:25 |
| スプリット | 15:48 | 16:13 | 16:14 | 16:13   |         | 16:06   | 16:02   | 15:58   | 15:55   | 6:56    |

## マラソン戦績
| 年   | 大会                         | 開催国         | 成績 | タイム   | 備考                       |
| ---- | ---------------------------- | -------------- | ---- | -------- | -------------------------- |
| 2002 | ロンドンマラソン             | イギリス       | 優勝 | 2:18:56  | 初マラソン女子世界最高記録 |
| 2002 | シカゴマラソン               | アメリカ合衆国 | 優勝 | 2:17:18  | 女子世界最高記録（当時）   |
| 2003 | ロンドンマラソン             | イギリス       | 優勝 | 2:15:25  | 女子世界最高記録（当時）   |
| 2004 | アテネオリンピック           | ギリシャ       | DNF  | 途中棄権 |                            |
| 2004 | ニューヨークシティーマラソン | アメリカ合衆国 | 優勝 | 2:23:10  |                            |
| 2005 | ロンドンマラソン             | イギリス       | 優勝 | 2:17:42  |                            |
| 2005 | 世界陸上ヘルシンキ大会       | フィンランド   | 優勝 | 2:20:57  | 大会最高記録               |
| 2007 | ニューヨークシティーマラソン | アメリカ合衆国 | 優勝 | 2:23:09  |                            |
| 2008 | 北京オリンピック             | 中国           | 23位 | 2:32:38  |                            |
| 2008 | ニューヨークシティーマラソン | アメリカ合衆国 | 優勝 | 2:23:56  |                            |
| 2009 | ニューヨークシティーマラソン | アメリカ合衆国 | 4位  | 2:29:27  |                            |
| 2011 | ベルリンマラソン             | ドイツ         | 3位  | 2:23:46  |                            |
| 2012 | ロンドンオリンピック         | イギリス       | DNS  | 欠場     |                            |
| 2015 | ロンドンマラソン             | イギリス       | 19位 | 2:36:55  | 一般参加・現役最後のレース |